# Carles Puyol
Carles Puyol i Saforcada, španski nogometaš, * 13. april 1978, La Pobla de Segur, Španija.
Sodeloval je na nogometnemu delu poletnih olimpijskih iger leta 2000. V avgustu 2004 je postal kapetan Barcelone. Dolgoletno kariero pri tem klubu je zaključil leta 2014.